# 렐리시
렐리시(영어: relish)는 과일이나 채소를 다져서 익혀 식초에 절인 것이다. 미국에서 렐리시는 피클을 다진 것으로, 주로 핫도그나 햄버거에 곁들인다.
다진 야채, 과일 또는 허브로 조리하고 절인 요리로 일반적으로 주식을 강화하기 위한 조미료로 사용되는 식품이다. 예를 들면 처트니와 핫도그와 함께 먹는 절인 오이잼인 북미식 렐리시가 있다. 북미에서는 "렐리시(relish)"라는 단어가 피클, 딜, 스위트 렐리시와 같이 잘게 다진 다양한 오이 피클을 설명하는 데 자주 사용된다.
렐리시는 일반적으로 소스에 들어 있는 식별 가능한 야채 또는 과일 조각으로 구성되지만, 소스는 특성상 야채 또는 과일 조각에 종속된다. 허브도 사용할 수 있으며, 체르물라(chermoula)와 같은 일부 양념은 전적으로 허브와 향신료를 사용하여 준비된다. 렐리시는 단일 유형 또는 야채와 과일의 조합으로 구성될 수 있으며 굵게 또는 잘게 다질 수 있다. 단단한 재료를 어떻게 자르느냐에 따라 질감이 달라지지만, 일반적으로 케첩과 같은 소스 형태의 조미료만큼 맛이 부드럽지는 않는다. 렐리시는 일반적으로 함께 제공되는 기본 식품을 보완하거나 추가하는 강한 맛을 가지고 있다.

## 같이 보기
- 살사
- 자쿠스커
- 처트니
- 피카릴리